# 23ns Premis del Cinema Europeu
Els 23ns Premis del Cinema Europeu, presentats per l'Acadèmia del Cinema Europeu, van reconèixer l'excel·lència del cinema europeu. La cerimònia va tenir lloc el 4 de desembre de 2010 al Nokia kontserdimaja de Tallinn. Els mestres de cerimònies de la cerimònia van ser l'actriu i còmic alemanya Anke Engelke i l'actor i còmic estonià Märt Avandi.

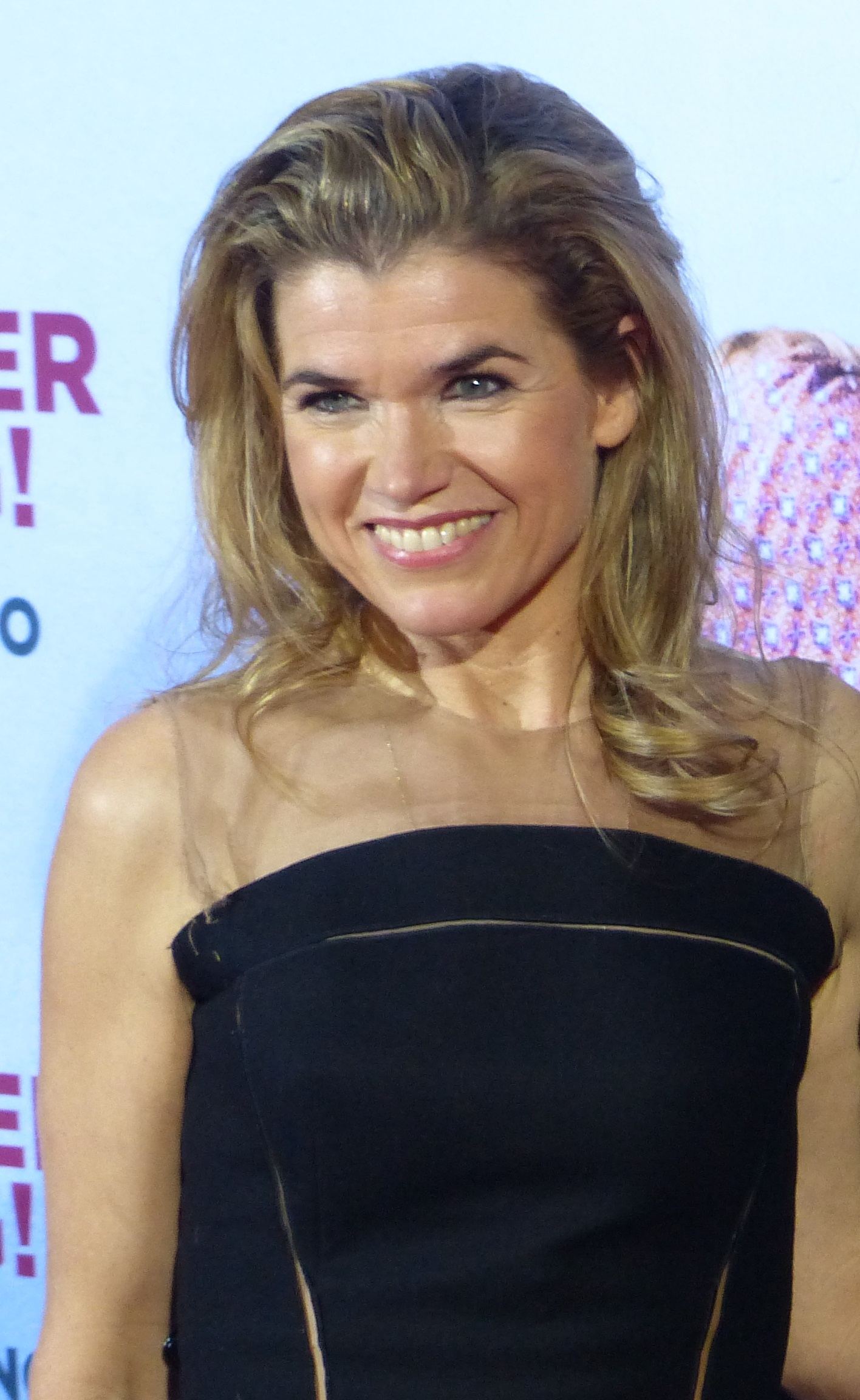
Anke Engelke, presentadora de la gala

L'any 2010 va canviar el mètode d'avaluació dels representants dels àmbits que contribueixen a l'aparició i visualització de les pel·lícules: en lloc del Premi d'Excel·lència de l'Acadèmia del Cinema Europeu dels anys anteriors, categoria en la que són premiats conjuntaments els representants dels àmbits que contribueixen a la l'aspecte i visuals de les pel·lícules, escenògrafs, muntadors, perruquers i dissenyadors visuals, va desaparèixer i foren premiats individualment els muntadors i dissenyadors artístics. També es va suprimir el Premi Fipresci. El premi al millor descobriment europeu, fins aleshores anomenat Premi Fassbinder, passa a anomenar-se Descobriment europeu - Prix Fipresci.
El 12 de setembre de 2010, l'Acadèmia de Cinema Europeu va publicar la llista de 46 llargmetratges considerats per al premi, vint dels quals eren proposats pels països amb més membres de l'Acadèmia, i vint-i-sis pel Consell d'Administració de l'EFA, amb la participació d'experts convidats. Més de 2.300 cineastes europeus, inclosos 39 creadors hongaresos, van votar pels candidats. La llista de nominats al premi es va donar a conèixer el 6 de novembre, al Festival de Cinema Europeu de Sevilla.
La pel·lícula amb més nominacions va ser L'escriptor de Roman Polanski, amb vuit nominacions. L'israeliana Lebanon de Samuel Maoz en va rebre set, la pel·lícula turca Bal de Semih Kaplanoğlu en va rebre tres i l'espanyola Celda 211 dues (millor actor i millor guió). Finalment, L'escriptor fou la gran triomfadora amb sis premis (millor pel·lícula europea, millor director, guionista, dissenyador visual, actor i compositor), mentre que Lebanon en va guanyar dos (millor fotografia i premi al descobriment europeu). Polanski no va venir a recollir el premi degut a que Estònia tenia tractat d'extradició amb els Estats Units, que el reclamava sota l'acusació d'abús sexual. El premi d'honor el va rebre l'actor suís Bruno Ganz i el del mèrit europeu al compositor libanès Gabriel Yared.

## Pel·lícules seleccionades
1. 3 sezóny v pekle - director: Tomáš Mašín
2. 4 mavra kostoumia - director: Renos Haralambidis
3. Un altre any dirigit per Mike Leigh
4. Bal - director: Semih Kaplanoğlu
5. Carlos dirigit per Olivier Assayas
6. Celda 211 - director: Daniel Monzón
7. De vliegenierster van Kazbek - director: Ineke Smits
8. Der Räuber - director: Benjamin Heisenberg
9. De déus i homes - director: Xavier Beauvois
10. Die Fremde - director: Feo Aladag
11. El secreto de sus ojos - director: Juan José Campanella
12. Si vull xiular, xiulo - director: Florin Șerban
13. Film Socialisme - director: Jean-Luc Godard
14. Giulias Verschwinden - director: Christoph Schaub
15. Io, Don Giovanni dirigit per Carlos Saura
16. Kak ia proviol etim letom (Как я провёл етим летом) - director: Aleksei Popogrebski
17. Kawasakiho růže - director: Jan Hřebejk
18. Kenjac - dirigit per Antonio Nuić
19. L'uomo che verrà - director: Giorgio Diritti
20. La nostra vita - director: Daniele Luchetti
21. La prima cosa bella - director: Paolo Virzì
22. El concert - director: Radu Mihăileanu
23. Lebanon (لبانون) - director: Samuel Maoz
24. Lourdes - dirigida per Jessica Hausner
25. Mamma Gógó - director: Friðrik Þór Friðriksson
26. Medeni mesec - director: Goran Paskaljević
27. Mine vaganti - director: Ferzan Özpetek
28. My Queen Karo - director: Dorothée Van Den Berghe
29. Na putu - director: Jasmila Žbanić
30. Nothing Personal - director: Urszula Antoniak
31. Nowhere boy - dirigida per Sam Taylor-Wood
32. Ondine dirigit per Neil Jordan
33. Paha perhe - director: Aleksi Salmenperä
34. Pál Adrienn - director: Ágnes Kocsis
35. Püha Tõnu kiusamine - director: Veiko Õunpuu
36. Rewers - director: Borys Lankosz
37. Sebbe - director: Babak Najafi
38. Slovenka - director: Damjan Kozole
39. Soul Kitchen - dirigida per Fatih Akın
40. Submarino - dirigit per Thomas Vinterberg
41. Stxtastie Moio (Cчастье Моё) - director: Serguí Loznítsia
42. Tamara Drewe dirigida per Stephen Frears
43. L'escriptor - director: Roman Polański
44. Tournée - director: Mathieu Amalric
45. Upperdog - director: Sara Johnsen
46. Zad kadar (Зад кадър) - director: Svetoslav Ovtxarov

## Guanyadors i nominats
Els guanyadors estan en fons groc i en negreta.

### Millor pel·lícula europea
| Títol                  | Director(s)          | Productor(s)                                    | País                           |
| ---------------------- | -------------------- | ----------------------------------------------- | ------------------------------ |
| L'escriptor            | Roman Polański       | Robert Benmussa Alain Sarde                     | França / Alemanya / Regne Unit |
| Bal                    | Semih Kaplanoğlu     | Bettina Brokemper Semih Kaplanoğlu              | Turquia / Alemanya             |
| De déus i homes        | Xavier Beauvois      | Pascal Caucheteux Étienne Comar Grégoire Sorlat | França                         |
| Lebanon                | Samuel Maoz          | Uri Sabag Einat Bikel                           | Israel / Alemanya / França     |
| El secreto de sus ojos | Juan José Campanella | Juan José Campanella Mariela Besuievski         | Espanya / Argentina            |
| Soul Kitchen           | Fatih Akın           | Corazón International                           | Alemanya                       |

### Premi al descobriment europeu-Prix Fipresci
| Títol                 | Director(s)        | Productor(s)                                                                                   | País     |
| --------------------- | ------------------ | ---------------------------------------------------------------------------------------------- | -------- |
| Lebanon               | Samuel Maoz        | Moshe Edery, Leon Edery, David Silber, Uri Sabag, Einat Bickel, Benjamina Mirnik, Illan Girard | ,        |
| Nothing Personal      | Urszula Antoniak   | Reinier Selen, Edwin van Meurs                                                                 | ,        |
| Die Fremde            | Feo Aladag         | Feo Aladag, Züli Aladag                                                                        | Alemanya |
| Si Vull Xiular, Xiulo | Florin Serban      | Catalin Mitulescu, Florin Serban                                                               | ,        |
| La doppia ora         | Giuseppe Capotondi | Alessandro Fabbri, Ludovica Rampoldi, Stefano Sardo                                            | Itàlia   |

### Millor director europeu
| Receptor(s)      | Títol               |
| ---------------- | ------------------- |
| / Roman Polanski | L'escriptor         |
| Olivier Assayas  | Carlos              |
| Semih Kaplanoğlu | Bal                 |
| Samuel Maoz      | Lebanon             |
| Paolo Virzì      | La prima cosa bella |

### Millor actriu europea
| Receptor(s)     | Títol            |
| --------------- | ---------------- |
| Sylvie Testud   | Lourdes          |
| Zrinka Cvitešić | Na putu          |
| Sibel Kekilli   | Die Fremde       |
| Lesley Manville | Un altre any     |
| Lotte Verbeek   | Nothing Personal |

### Millor actor europeu
| Receptor(s)       | Títol                           |
| ----------------- | ------------------------------- |
| Ewan McGregor     | L'escriptor                     |
| Jakob Cedergren   | Submarino                       |
| Elio Germano      | La nostra vita                  |
| George Piştereanu | Eu când vreau să fluier, fluier |
| Luis Tosar        | Celda 211                       |

### Millor guió europeu
| Receptor(s)                            | Títol       |
| -------------------------------------- | ----------- |
| Robert Harris Roman Polanski           | L'escriptor |
| Jorge Guerricaechevarría Daniel Monzón | Celda 211   |
| Samuel Maoz                            | Lebanon     |
| Radu Mihăileanu                        | El concert  |

### Millor fotografia
| Receptor(s)         | Títol                    |
| ------------------- | ------------------------ |
| Giora Bejach        | Lebanon                  |
| Caroline Champetier | De déus i homes          |
| Pavel Kostomarov    | Kak ya provel etim letom |
| Barış Özbiçer       | Bal                      |

### Millor muntatge
| Receptor(s)                  | Títol       |
| ---------------------------- | ----------- |
| Luc Barnier · Marion Monnier | Carlos      |
| Arik Lahav-Leibovich         | Lebanon     |
| Hervé de Luze                | L'escriptor |

### Millor direcció artística
| Receptor(s)                   | Títol               |
| ----------------------------- | ------------------- |
| Albrecht Konrad               | L'escriptor         |
| Paola Bizzarri · Luis Ramírez | Io, Don Giovanni    |
| Markku Pätilä · Jaagup Roomet | Püha Tõnu kiusamine |

### Millor compositor
| Receptor(s)       | Títol           |
| ----------------- | --------------- |
| Alexandre Desplat | L'escriptor     |
| Aleš Březina      | Kawasakiho růže |
| Pasquale Catalano | Mine vaganti    |
| Gary Yershon      | Another Year    |

### Millor pel·lícula europea d'animació
| Títol                                              | Director(s)    | País                                |
| -------------------------------------------------- | -------------- | ----------------------------------- |
| L'Illusionniste                                    | Sylvain Chomet | França / Regne Unit                 |
| Planet 51                                          | Jorge Blanco   | Espanya / Regne Unit / Estats Units |
| Sammy's avonturen: De geheime doorgang Ben Stassen | Bèlgica        |                                     |

### Millor documental - Prix arte
| Títol               | Director(s)                     | País                     |
| ------------------- | ------------------------------- | ------------------------ |
| Nostalgia de la luz | Patricio Guzmán                 | França / Alemanya / Xile |
| Armadillo           | Janus Metz Pedersen             | Dinamarca                |
| Miesten vuoro       | Joonas Berghäll Mika Hotakainen | Finlàndia                |

### Millor curtmetratge
Els nominats al millor curtmetratge foren seleccionats per un jurat independent a diversos festivals de cinema d'arreu d'Europa.
| Títol                      | Director(s)                 | País                 | Festival                  |
| -------------------------- | --------------------------- | -------------------- | ------------------------- |
| Hanoi - Warszawa           | Katarzyna Klimkiewicz       | Polònia              | Festival de Grimstad      |
| Amor                       | Thomas Wangsmo              | Noruega              | Festival de Gant          |
| Ampelmann                  | Giulio Ricciarelli          | Alemanya             | Seminci                   |
| Les ecargots de Joseph     | Sophie Roze                 | França               | Festival de Cork          |
| Blijf bij me, weg          | Paloma Aguilera Valdebenito | Països Baixos        | Festival d'Angers         |
| Ønskebørn                  | Birgitte Stærmose           | Dinamarca            | Festival de Rotterdam     |
| Venus VS Me                | Nathalie Teirlinck          | Bèlgica              | Berlinale                 |
| Lumikko                    | Miia Tervo                  | Finlàndia            | Festival de Tampere       |
| Tussilago                  | Jonas Odell                 | Suècia               | Festival de Cracòvia      |
| Maria's Way                | Anne Milne                  | Regne Unit / Espanya | Festival d'Edimburg       |
| Talleres Clandestinos      | Catalina Molina             | Àustria / Argentina  | Festival de Vila do Conde |
| Rendez-vous à Stella-Plage | Shalimar Preuss             | França               | Festival de Sarajevo      |
| Diarchia                   | Ferdinando Cito Filomarino  | Itàlia / França      | Festival de Locarno       |
| The External World         | David O'Reilly              | Alemanya             | Festival de Venècia       |
| Itt vagyok                 | Bálint Szimler              | Hongria              | Festival de Drama         |

### Premis del Públic
Els guanyadors del Premi del Públic van ser escollits per votació en línia.
| Pel·lícula                                         | Director           | País                                 |
| -------------------------------------------------- | ------------------ | ------------------------------------ |
| Mr. Nobody                                         | Jaco Van Dormael   | Canadà / Bèlgica / França / Alemanya |
| La noia que somiava un llumí i un bidó de gasolina | Daniel Alfredson   | Suècia / Dinamarca / Alemanya        |
| Soul Kitchen                                       | Fatih Akın         | Alemanya                             |
| Baarìa                                             | Giuseppe Tornatore | Itàlia / França                      |
| Mine vaganti                                       | Ferzan Özpetek     | Itàlia                               |
| Una educació                                       | Lone Scherfig      | Regne Unit / Estats Units            |
| Agora                                              | Alejandro Amenábar | Espanya                              |
| L'escriptor                                        | Roman Polański     | França / Alemanya / Regne Unit       |
| Kick-Ass                                           | Matthew Vaughn     | Regne Unit / Estats Units            |
| Le Petit Nicolas                                   | Laurent Tirard     | França / Bèlgica                     |

### Premi Eurimages
- Zeynep Özbatur

### Premi del mèrit europeu al Cinema Mundial
- Gabriel Yared

### Premi a la carrera
- Bruno Ganz

## Galeria

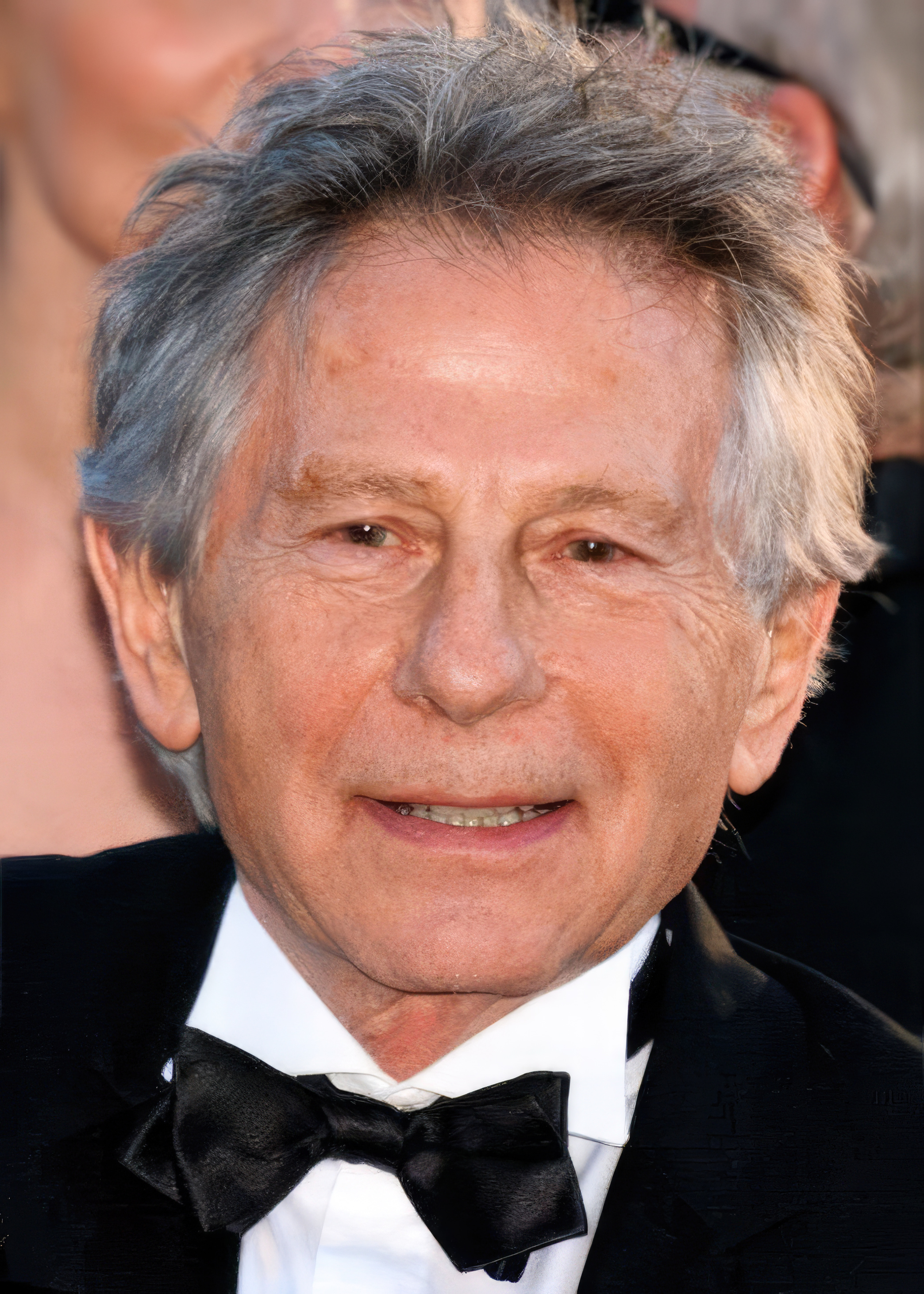
Roman Polanski, millor pel·lícula, director i guionista
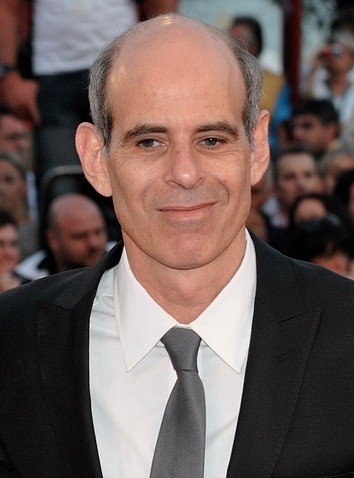
Samuel Maoz, millor descobriment
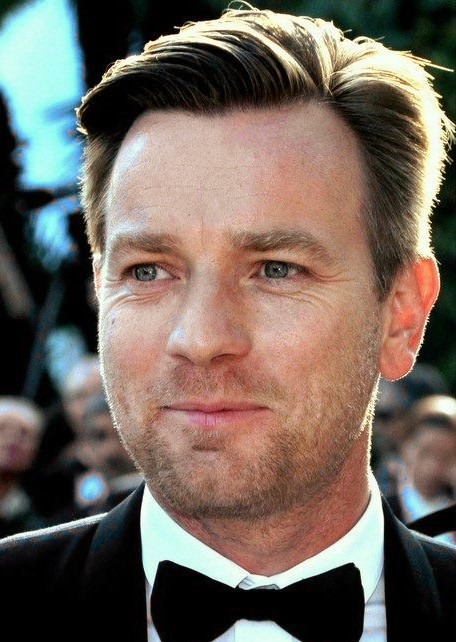
Ewan McGregor, millor actor
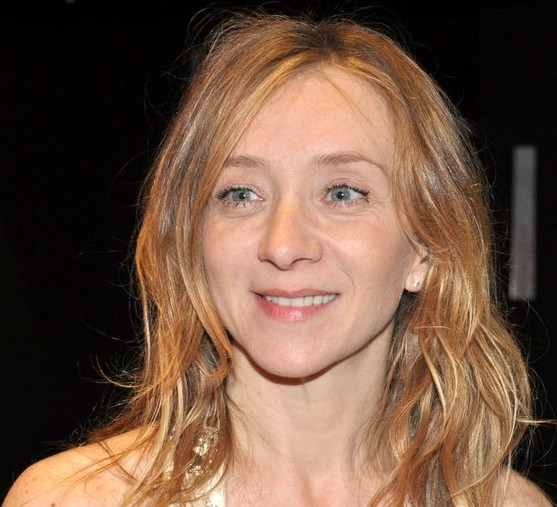
Sylvie Testud, millor actriu
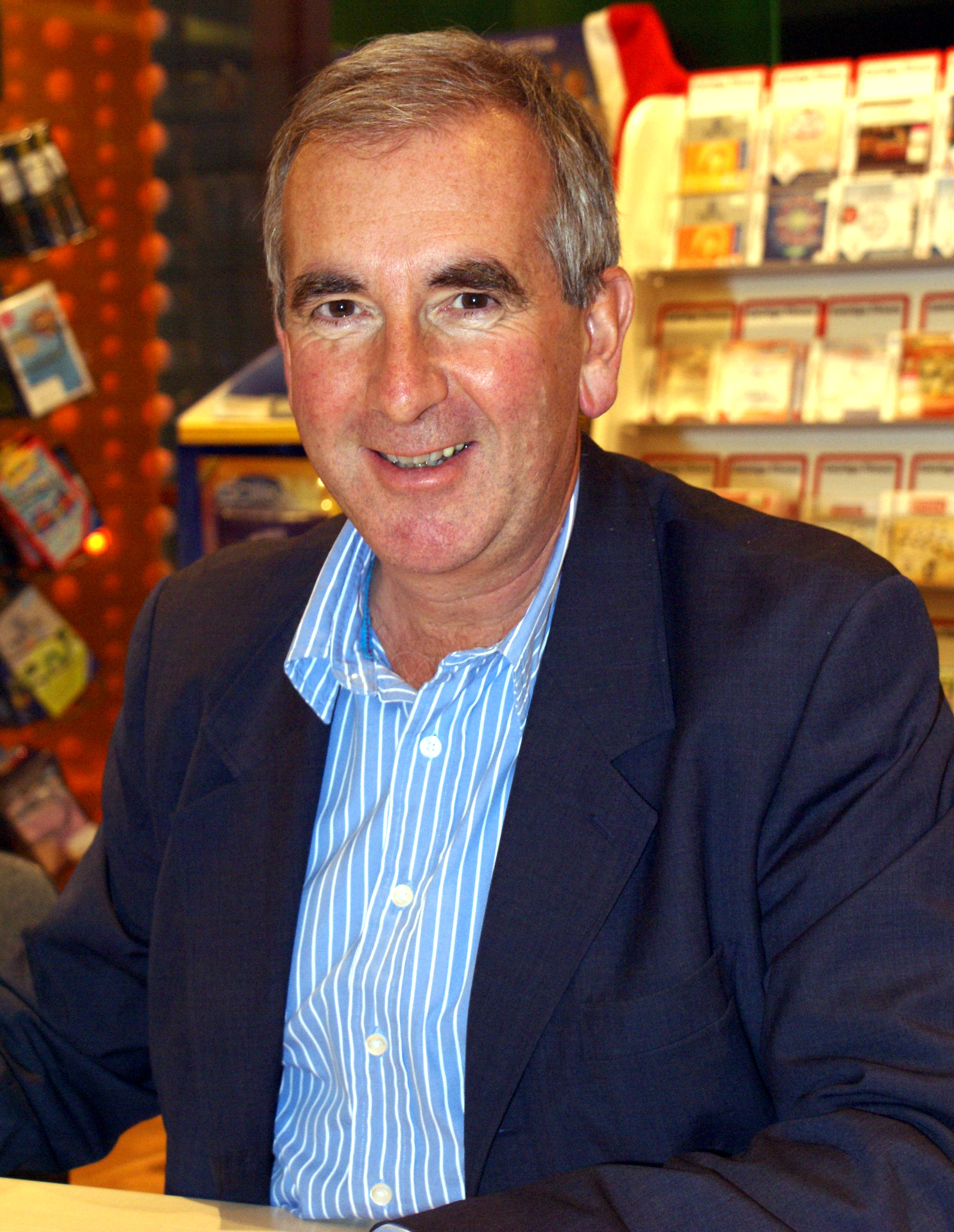
Robert Harris, Millor guió
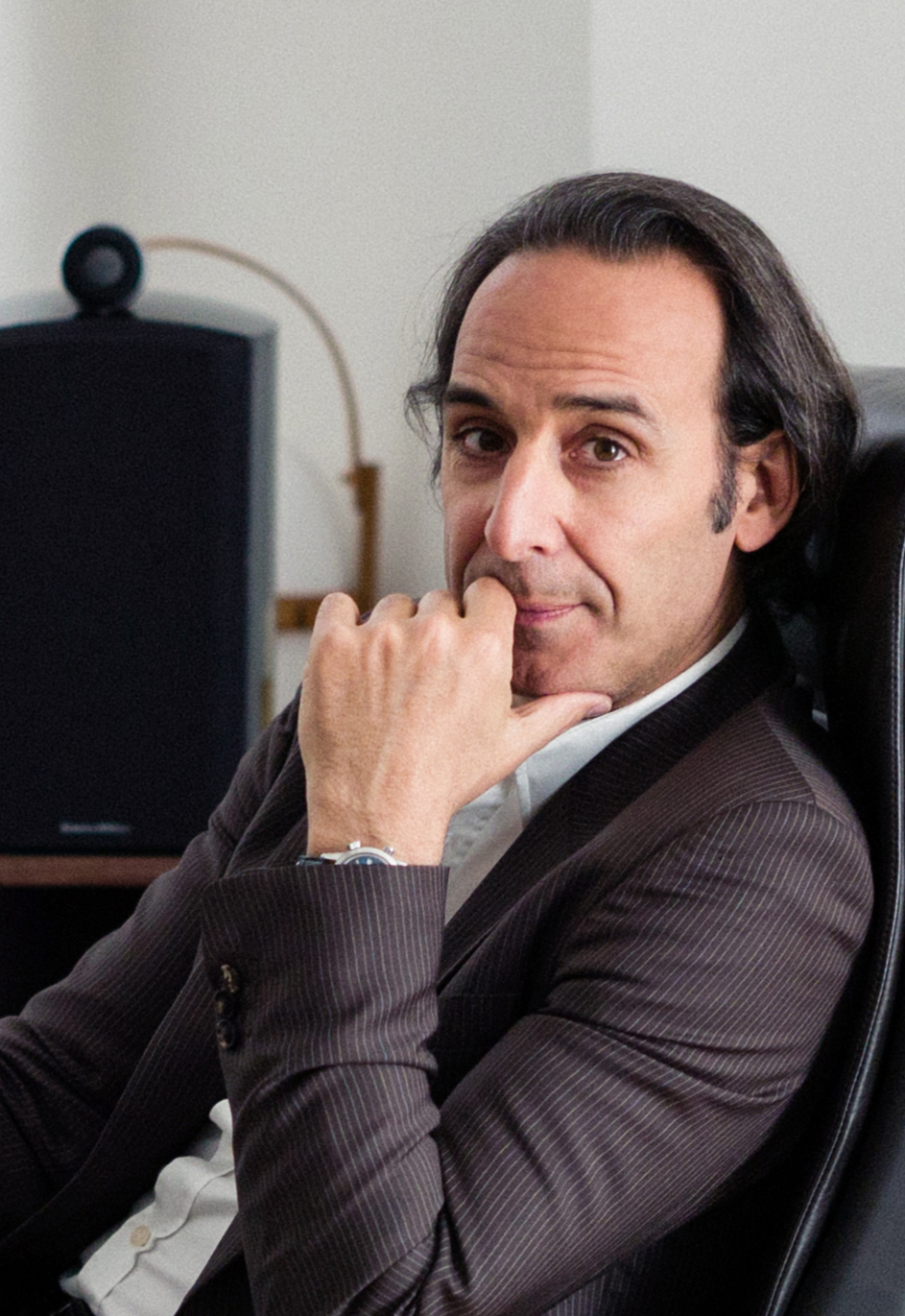
Alexandre Desplat, millor compositor
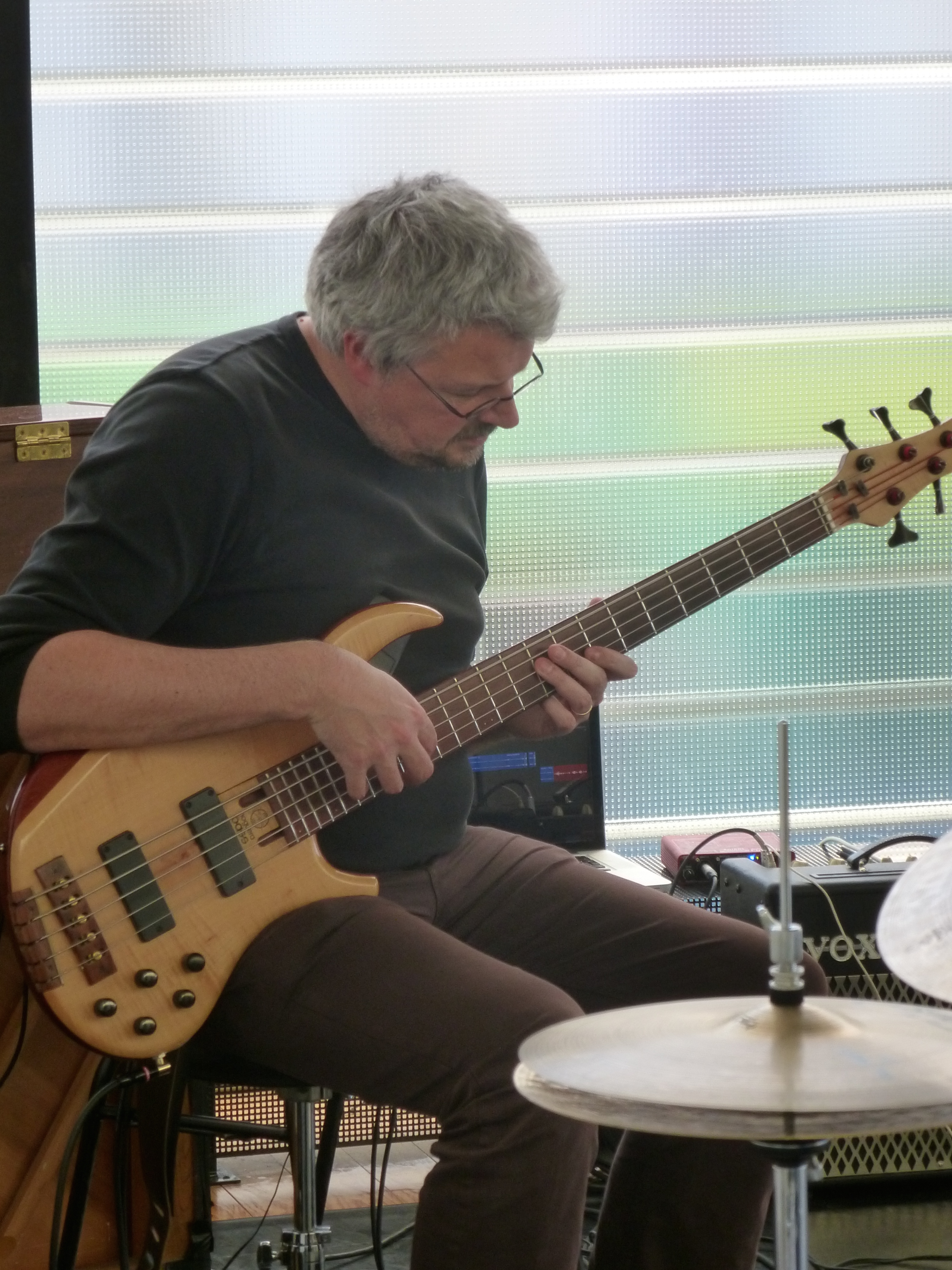
Sylvain Chomet, millor pel·lícula d'animació
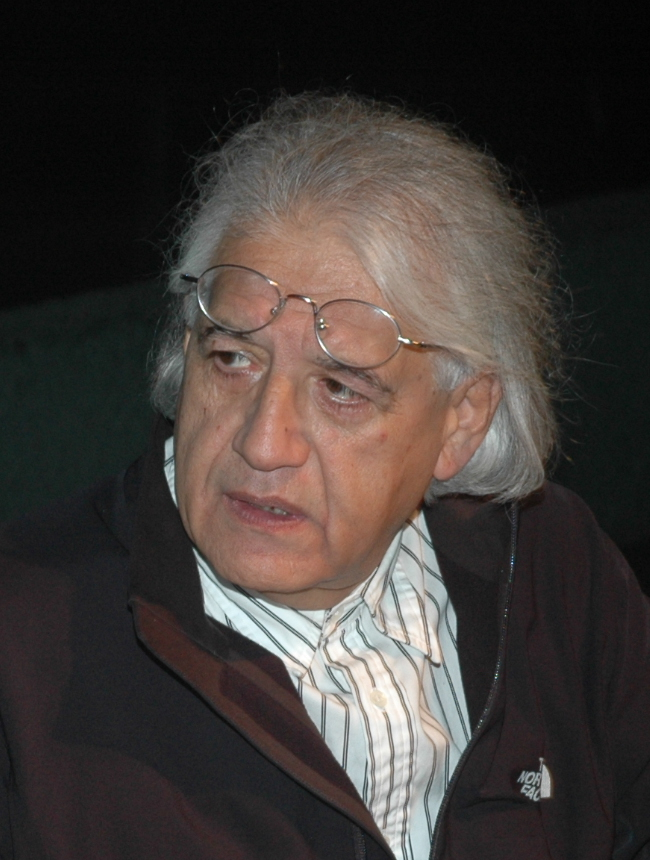
Patricio Guzmán, millor documental
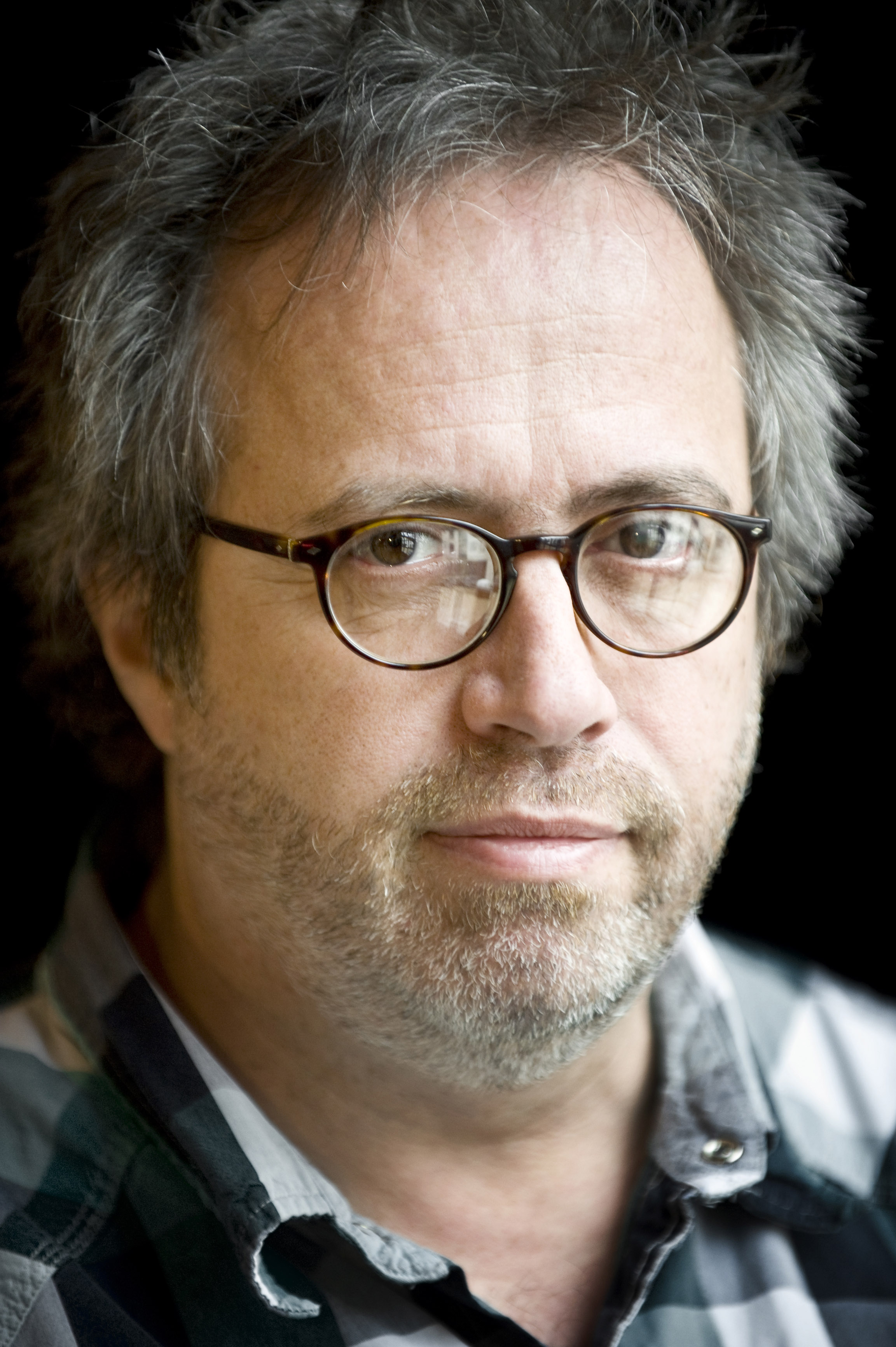
Jaco Van Dormael, premi del públic
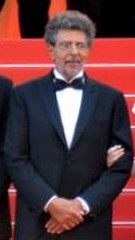
Gabriel Yared, premi al mèrit europeu
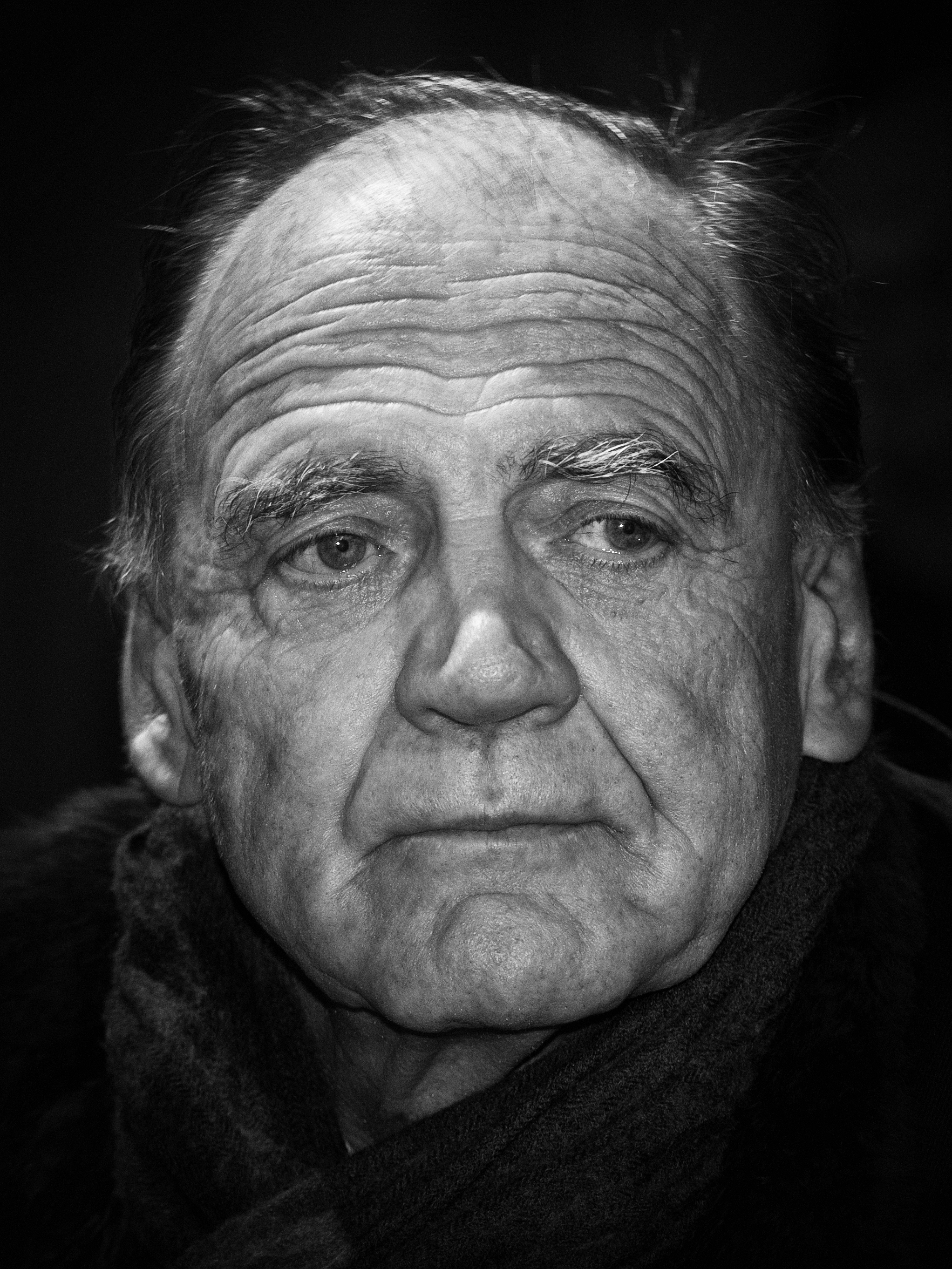
Bruno Ganz, premi a la trajectòria